# Campionati europei di pattinaggio di figura 1891
I Campionati europei di pattinaggio di figura 1891 sono stati la prima edizione della competizione di pattinaggio di figura. Si sono svolti dal 23 al 24 gennaio 1891 ad Amburgo . In programma le gare di singolo maschile.
Le federazioni sportive di Austria e Germania organizzarono questo campionato. L'Impero Tedesco fonò nel 1891 l'International Skating Union.
Con l'eccezione della gara a coppie, gli atleti con il ranking più basso hanno dovuto partecipare a un turno preliminare prima della finale. Per il singolo maschile, si sono qualificati alla finale i primi 11; per il singolo femminile, le prime 10; per la danza, le prime 8 coppie.

## Risultati

### Uomini
| Posto | Nome            | Nazione  | Punteggio |
| ----- | --------------- | -------- | --------- |
| 1     | Oskar Uhlig     | Germania | 146.6/9   |
| 2     | Anon Schmitson  | Germania | 114.7/9   |
| 3     | Franz Zilly     | Germania | 101.2/9   |
| 4     | Josef Nowy      | Austria  | 88.5/9    |
| 5     | Willi Dienstl   | Austria  | 79.4/9    |
| 6     | Fritz Ahrendt   | Germania | 50.       |
| 7     | Wilhelm Schulze | Germania | 28.8/9    |